# Bahnhof Shiranuka
Der Bahnhof Shiranuka (jap. 白糠駅, Shiranuka-eki) ist ein Bahnhof auf der japanischen Insel Hokkaidō. Er befindet sich in der Unterpräfektur Kushiro auf dem Gebiet der Gemeinde Shiranuka.

## Beschreibung
Shiranuka ist ein Zwischenbahnhof und früherer Trennungsbahnhof an der Nemuro-Hauptlinie. Diese führt von Takikawa über Obihiro und Kushiro nach Nemuro und wird von der Gesellschaft JR Hokkaido betrieben. In Shiranuka halten die Schnellzüge Super Ōzora, die sechsmal täglich von Sapporo nach Kushiro und zurück verkehren. Hinzu kommen alle ein bis zwei Stunden Regionalzüge zwischen Shintoku und Kushiro. Vor dem Bahnhof befindet sich eine Bushaltestelle der Gesellschaft Kushiro Bus.

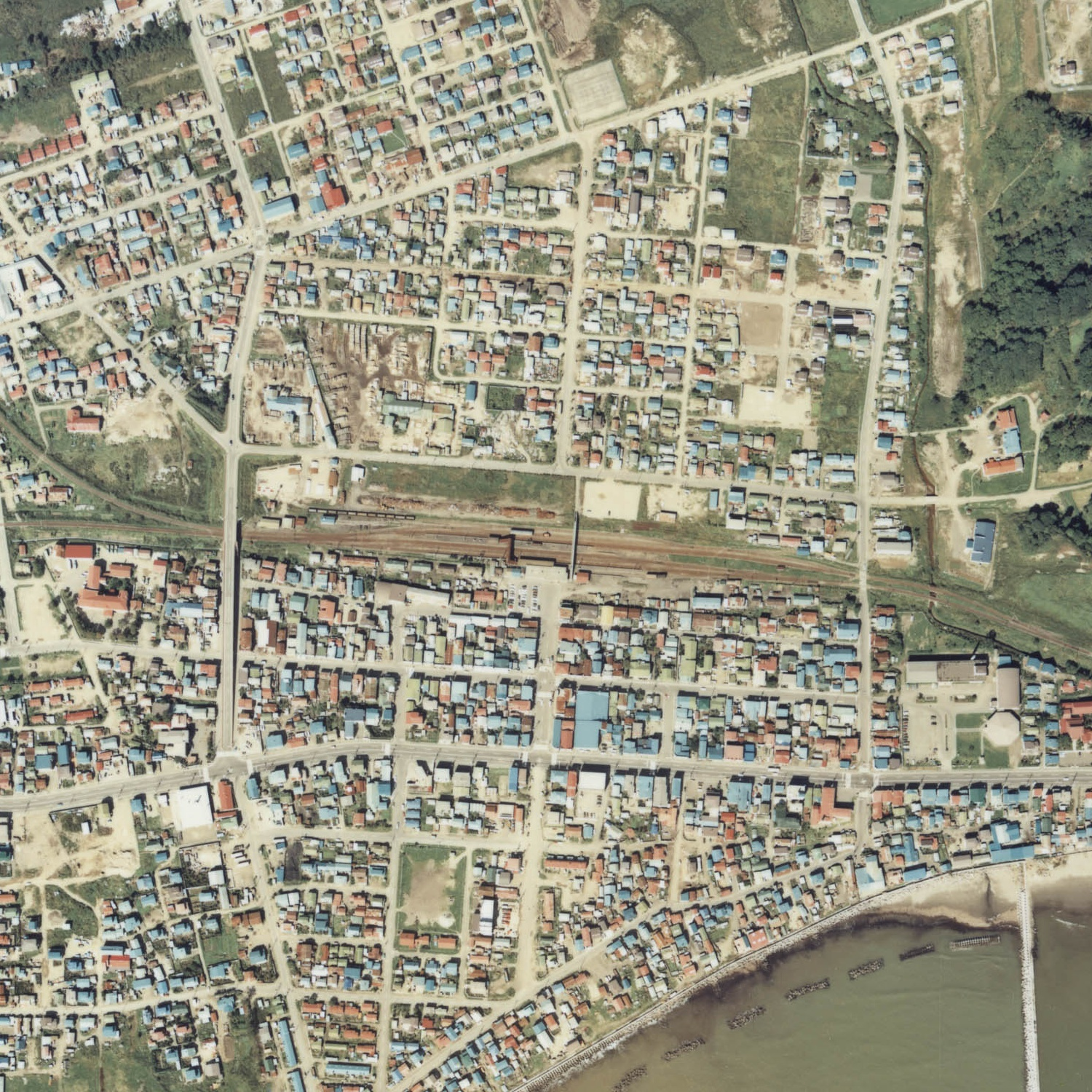
Luftansicht (1977)

Der Bahnhof liegt in der Ortsmitte und ist von Westen nach Osten ausgerichtet. Er besitzt vier Gleise, von denen drei dem Personenverkehr dienen. Sie liegen am Hausbahnsteig und an einem Mittelbahnsteig, der durch eine gedeckte Überführung mit dem Empfangsgebäude an der Südseite der Anlage verbunden ist. Ein Fußgängersteg führt vom Bahnhofsvorplatz nach Norden, ist aber nicht mit dem Mittelbahnsteig verbunden.

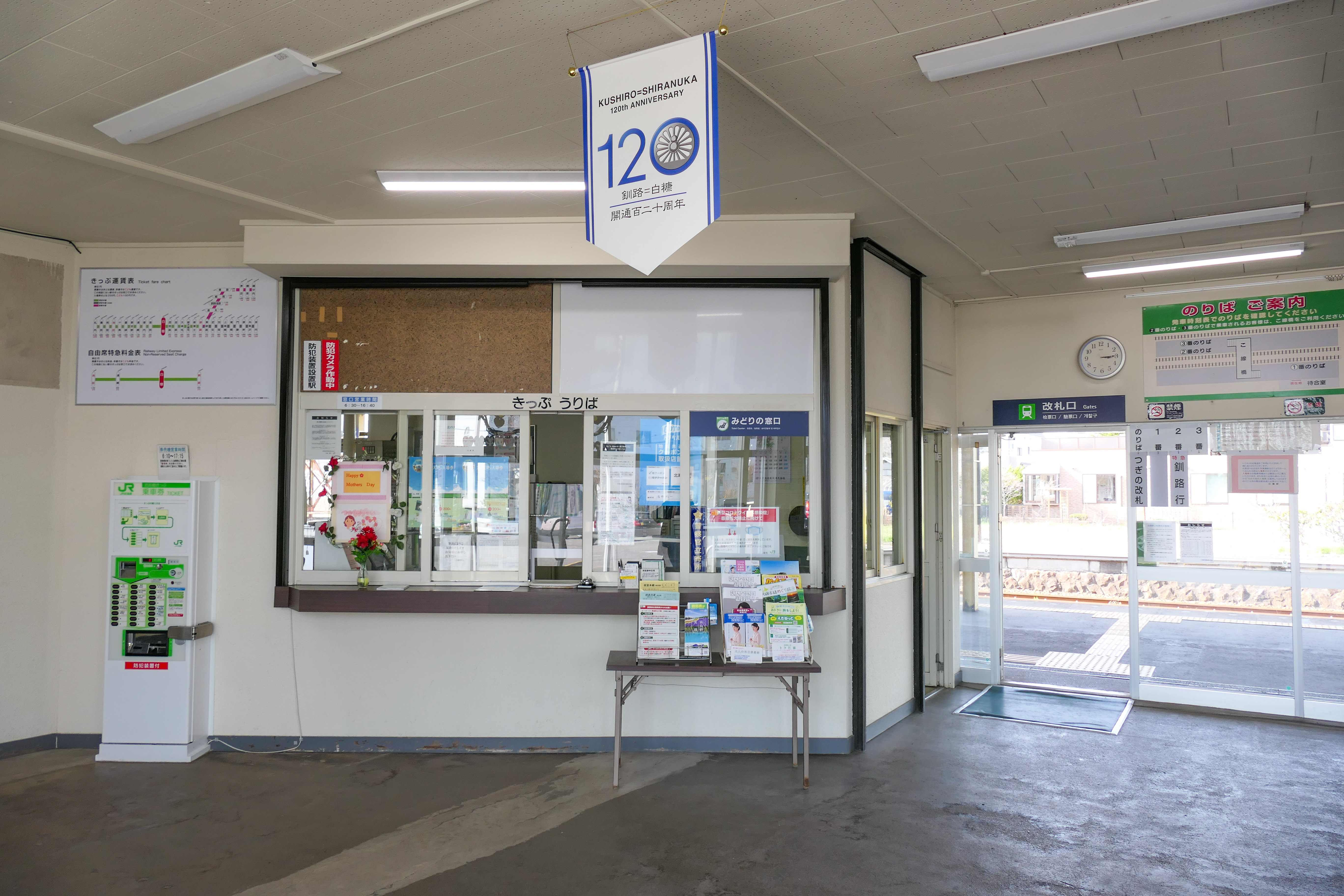
Ticketschalter (Mai 2021)

## Geschichte
Die staatliche Gesellschaft Hokkaidō Kansetsu Tetsudō baute von Asahikawa und Kushiro ausgehend eine Bahnstrecke zur Erschließung des östlichen Teils der Insel. Am 20. Juli 1901 nahm sie das Teilstück zwischen Kushiro und Shiranuka in Betrieb. Der Bahnhof war knapp zwei Jahre lang Endstation, bis zur Eröffnung des anschließenden Abschnitts nach Ombetsu am 1. März 1903. Im Jahr 1905 ging die Zuständigkeit an das Eisenbahnamt (das spätere Eisenbahnministerium) über.
Am 7. Oktober 1964 nahm die Japanische Staatsbahn die von der Nemuro-Hauptlinie abzweigende Shiranuka-Linie nach Kami-Charo in Betrieb (1972 nach Hokushin verlängert). Sie diente vor allem dem Transport von Holz und Steinkohle, die in der Region gewonnen wurden, zum Hafen von Kushiro. Nach wenigen Jahren war die Linie äußerst unrentabel und wurde deshalb am 23. Oktober 1983 nach lediglich 19 Betriebsjahren stillgelegt. Aus Kostengründen stellte die Staatsbahn am 10. September 1982 den Güterumschlag ein, am 14. März 1985 auch die Gepäckaufgabe. Im Rahmen der Staatsbahnprivatisierung ging der Bahnhof am 1. April 1987 in den Besitz der neuen Gesellschaft JR Hokkaido über.